# Schubbenmiervogel
De schubbenmiervogel (Myrmoderus squamosus) is een zangvogel uit de familie Thamnophilidae (miervogels).

## Kenmerken
De schubbenmiervogel is 14,5 centimeter lang en weegt 18 gram. Deze soort vertoont seksuele dimorfie. Het mannetje heeft een zwart gezicht, witte wenkbrauwstreep (supercilium), zwarte geschulpte keel en borst, bruine bovenkant, witachtige buik en roze benen. Het vrouwtje verschilt van het mannetje door een witte keel en borst.

## Verspreiding en leefgebied
Deze vogel is endemisch in Brazilië, waar hij voorkomt van Rio de Janeiro tot het noorden van Rio Grande do Sul. De natuurlijke habitats zijn vochtige laagland bossen en secundaire bossen. De habitats bevinden zich op een hoogte tot 1000 meter boven zeeniveau in het bioom Atlantisch Woud.

## Status
De grootte van de populatie is niet gekwantificeerd, maar is stabiel. Om deze redenen staat de schubbenmiervogel als niet bedreigd op de Rode Lijst van de IUCN.